# Paragalepsus nigericus
Paragalepsus nigericus är en bönsyrseart som beskrevs av Max Beier 1930. Paragalepsus nigericus ingår i släktet Paragalepsus och familjen Tarachodidae. Inga underarter finns listade i Catalogue of Life.